# 熊本誠
熊本誠，江西承宣布政使司南昌府奉新（今江西奉新縣）人，明朝政治人物、進士出身。

## 生平
永樂二年，登進士，授兵部郎中，出為福建左參政，宣德中調浙江參政。